# یواس‌اس لیدن (آی‌ایکس-۱۶۷)
یواس‌اس لیدن (آی‌ایکس-۱۶۷) (به انگلیسی: USS Leyden (IX-167)) یک کشتی بود که طول آن ۲۹۱ فوت ۲ اینچ (۸۸٫۷۵ متر) بود. این کشتی در سال ۱۹۱۱ ساخته شد.